# Екологічна мережа
Екологі́чна мере́жа (Екомережа) — єдина територіальна система, яка включає ділянки природних ландшафтів, що підлягають особливій охороні, і території та об'єкти заповідного фонду, курортні і лікувально-оздоровчі, рекреаційні, водозахисні, полезахисні території та об'єкти інших типів, що визначаються законодавством України, і є частиною структурних територіальних елементів екологічної мережі — природних регіонів, екологічних коридорів, буферних зон.

## Мета і задачі
Екомережа утворюється з метою поліпшення умов для формування та відновлення довкілля, підвищення природно-ресурсного потенціалу території України, збереження ландшафтного та біорізноманіття, місць оселення та зростання цінних видів тваринного і рослинного світу, генетичного фонду, шляхів міграції тварин через поєднання територій та об'єктів природно-заповідного фонду, а також інших територій, які мають особливу цінність для охорони навколишнього природного середовища і відповідно до законів та міжнародних зобов'язань України підлягають особливій охороні.

## Структурні елементи екомережі
До складових структурних елементів екомережі включаються:

а) території та об'єкти природно-заповідного фонду;

б) землі водного фонду, водно-болотні угіддя, водоохоронні зони;

в) землі лісового фонду;

г) полезахисні лісові смуги та інші захисні насадження, які не віднесені до земель лісового фонду;

ґ) землі оздоровчого призначення з їх природними ресурсами;

д) землі рекреаційного призначення, які використовуються для організації масового відпочинку населення і туризму та проведення спортивних заходів;

є) інші природні території та об'єкти (ділянки степової рослинності, пасовища, сіножаті, кам'яні розсипи, піски, солончаки, земельні ділянки, в межах яких є природні об'єкти, що мають особливу природну цінність);

є) земельні ділянки, на яких зростають природні рослинні угруповання, занесені до Зеленої книги України;

ж) території, які є місцями перебування чи зростання видів тваринного і рослинного світу, занесених до Червоної книги України;

з) частково землі сільськогосподарського призначення екстенсивного використання — пасовища, луки, сіножаті тощо;

й) радіоактивно забруднені землі, що не використовуються та підлягають окремій охороні як природні регіони з окремим статусом.